# Mirmecides
Mirmecides (Myrmecides, Μυρμηκίδης) fou un escultor i gravador grec, originari bé de Milet o bé d'Atenes. És esmentat generalment en connexió amb Cal·lícrates i igual que aquest fou cèlebre per les seves obres amb molt de detall i molt minucioses. Feia algunes peces amb vori tant petites que quasi no es veien si no es posaven sobre un fons negre.